# Aptornis

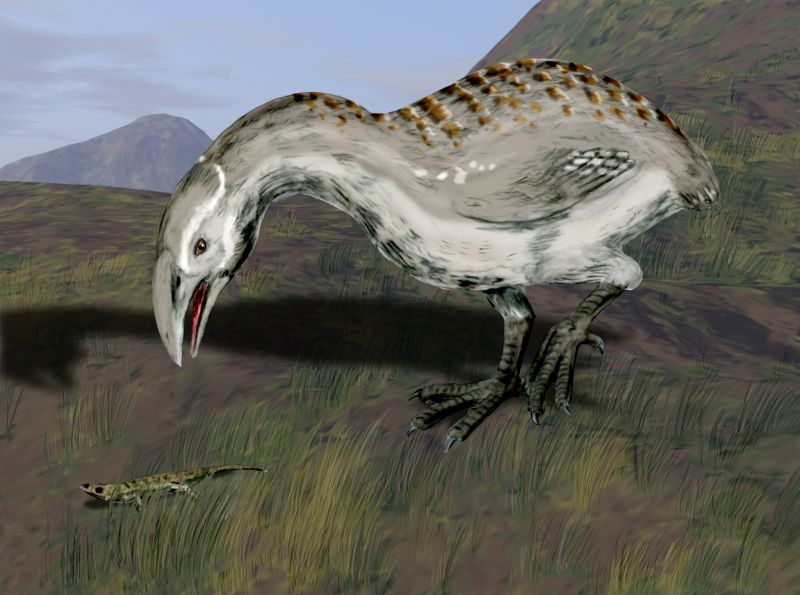
Recreación de Aptornis.

Aptornis es un género extinto de aves gruiformes, el único de la familia Aptornithidae, que incluye dos especies estrechamente relacionadas endémicas de Nueva Zelanda, Aptornis otidiformis (isla del Norte) y Aptornis defossor (isla del Sur).

## Relaciones de parentesco
Su situación taxonómica es incierta; se ha incluido en el orden Gruiformes, pero también han sido relacionados con Galloanserae. Otros autores lo consideran relacionado con el kagu de Nueva Caledonia; ambos compartirían un ancestro común del antiguo continente de Gondwana. Otros piensan que sus similitudes morfológicas son fruto de convergencia evolutiva. También se ha sugerido que estarían emparentados con los trompeteros de la Amazonia.

## Características
En vida, eran aves masivas, menores que un moa (con los que en un principio fueron confundidos), con un gran pico curvado hacia abajo y patas fuertes. Eran incapaces de volar ya que tenían las alas muy reducidas, menores incluso que las del dodo y con un carpometacarpo reducido de un modo único.

## Historia natural
Las dos especies conocidas se diferenciaban sobre todo en el tamaño, siendo la especie de la isla del Norte menor que la del Sur; su color en vida se desconoce. Los fósiles se han encontrado en las zonas más áridas de Nueva Zelanda y solo en las tierras bajas. Richard Owen, que describió las dos especies, especuló en que podrían ser omnívoras y el análisis isotópico de los huesos lo confirma. Los niveles de 13C y  15N de dos especímenes de Aptornis otidiformis comparados con los mismos valores en la moa, en Chenonetta finschi (Anatidae) y en Aegotheles (ave insectívora) sugieren que Aptornis comía especies situadas más arriba en la cadena trófica  que los insectívoros. Se cree que comían grande invertebrados, lagartos, tuátaras e incluso pájaros.
Fueron cazados por los colonizadores polinesios y sus huevos depredados por perros y ratas. Se extinguieron antes de la llegada de los exploradores europeos.